# Piedade (Lajes do Pico)
Piedade é uma freguesia portuguesa do município de Lajes do Pico,  com 12,94 km² de área e 757 habitantes (censo de 2021). A sua densidade populacional é 58,5 hab./km².
A freguesia da Piedade tem uma data de fundação que segundo os registos históricos é anterior ao ano de 1506.
Corria o ano de 1755 um forte sismo destruiu parte importante do casario da localidade e também a igreja paroquial.
Antes de o oídio ter atacado as vinhas esta localidade foi uma grande produtora de vinho verdelho ao ponto de se ter constituído um dos centros agrícolas mais produtivos do concelho e da ilha.
A Direcção de Serviços de Conservação da Natureza do Pico e o Serviço de Ambiente do Pico estão instalados no Parque Florestal Matos Souto, parque que foi buscar o nome ao comendador Manuel Matos Souto, um emigrante da terra que partiu para o Brasil no século XIX, onde fez fortuna, legando à freguesia o dinheiro que permitiu a aquisição dos terrenos.
O património construído da localidade é bastante diversificado, sendo de destacar entre ele a Igreja de Nossa Senhora da Piedade, a Ermida de Nossa Senhora da Conceição da Rocha, a Ermida de Nossa Senhora da Piedade, os curiosos Abrigos de Barcos de Pesca, e Moinho de Vento e o Farol da Manhenha.
A freguesia está dividida em três zonas distintas Piedade, Calhau e Manhenha, possui dois portos de pesca, o Porto da Manhenha e o Porto do Calhau, além de áreas balneares como é o caso da Baía da Engrade, Baía do Céu de Abraão, Baía da Caravela e a Baía da Fonte.

## Demografia
Nota: Com lugares desta freguesia foi criada pelo Decreto Regional nº 24/A/80, de 15/09/1980, a freguesia de Ribeirinha.
A população registada nos censos foi:
| Distribuição da População por Grupos Etários | Distribuição da População por Grupos Etários | Distribuição da População por Grupos Etários | Distribuição da População por Grupos Etários | Distribuição da População por Grupos Etários |
| -------------------------------------------- | -------------------------------------------- | -------------------------------------------- | -------------------------------------------- | -------------------------------------------- |
| Ano                                          | 0-14 Anos                                    | 15-24 Anos                                   | 25-64 Anos                                   | > 65 Anos                                    |
| 2001                                         | 156                                          | 111                                          | 461                                          | 174                                          |
| 2011                                         | 99                                           | 93                                           | 456                                          | 196                                          |
| 2021                                         | 92                                           | 53                                           | 412                                          | 200                                          |

## Localidades
- Altamora
- Areal
- Biscoito Queimado
- Cabecinho
- Castelete
- Eiras
- Galego
- Calhau
- Cruz do Redondo
- Curral da Pedra
- Engrade
- Faias
- Fetais
- Manhenha
- Ponta da Ilha